# Peçonha
Peçonha é uma substância tóxica produzida por um animal (dito peçonhento) e inoculada noutro animal por meio de um aparato inoculatório, tais como dentes (serpentes e aranhas), ferrão (escorpiões, vespas, abelhas), aguilhão (águas-vivas) ou mesmo forcípulas (lacraias). A ação de injetar é crucial para a definição de peçonha. São toxinas que são utilizadas ativamente para caça ou defesa. O exemplo melhor conhecido é o da peçonha das serpentes. Para o caso de substâncias irritantes ou tóxicas advindas de alguma planta, como no caso da urtiga, geralmente não se usa o termo "peçonha". O termo mais adequado nesse contexto é toxina ou, dependendo do efeito, substância urticante ou irritante.
Bem como naqueles animais venenosos que produzem venenos, que são utilizados de forma passiva para defesa. Venenos referem-se a qualquer substância tóxica produzida por um organismo (animal, planta, fungo ou bactéria) que causa efeitos nocivos ao entrar em contato, ser ingerida, inalada ou absorvida. A administração não é necessariamente ativa, como por meio de uma estrutura especializada, como seria no caso de uma peçonha.
As peçonhas podem ser compostas de diversas formas, sendo comum a presença de proteínas e peptídeos.

## Tipos de peçonhas e suas respectivas ações
- Peçonha é todo tipo de substância tóxica animal produzida por uma glândula especializada (ou seja, o animal possui uma estrutura específica para produzir a substância). Geralmente quando ingeridas são inativadas pelas enzimas digestivas. A glândula de peçonha pode ou não estar aliada a uma estrutura de inoculação: sapos possuem uma peçonha de defesa (quando uma serpente vai mordê-lo, ao pressionar as glândulas em seu dorso, há a liberação da peçonha que vai causar irritação na mucosa do agressor). Já animais predadores geralmente possuem a glândula de peçonha aliada a uma estrutura de inoculação, como as Crotalidae, serpentes que possuem um par de presas anteriores com um canal central por onde circula a peçonha
- A peçonha citotóxica afeta células e tecidos: ocorre destruição de células e tecidos, seguida de necrose da região afetada.
- A peçonha hemotóxica afeta as células sanguíneas: os vasos sanguíneos perdem sua capacidade de reter o sangue, a capacidade de coagulação e o sistema imunológico são anulados, ocorrem hemorragias internas e outros sintomas.
- A peçonha miotóxica afeta os músculos: produz lesões de fibras esqueléticas com liberação de enzimas e mioglobina para o soro e são posteriormente excretadas pela urina. O fato que mais se observa nesta ação, são as dores musculares que permanecem durante um longo período. O tratamento fundamental consiste na aplicação precoce de soro antiofídico por via endovenosa.
- A peçonha neurotóxica afeta o sistema nervoso: ocorre devido a fração crotoxina, uma neurotoxina de ação pré-sináptica que atua nas terminações nervosas inibindo a ação da acetilcolina, sendo o principal fator responsável pelo bloqueio neuromuscular, o que vai ocasionar as paralisias motoras.[2]

Algumas toxinas de microorganismos combinam-se com as peçonhas de animais, de forma que a origem metabólica dos venenos e peçonhas pode ter diversas origens, ou ainda, variar de acordo com condições ambientais.

## Animais peçonhentos
Podemos encontrar animais peçonhentos em diversos grupos, tanto de vertebrados como de invertebrados. Aqui estão alguns exemplos principais:
Invertebrados: 
Escorpiões: Todos os escorpiões são peçonhentos e possuem um ferrão na ponta da cauda para injetar a peçonha. Algumas espécies são perigosas para humanos.
Aranhas: Muitas espécies de aranhas são peçonhentas, utilizando suas quelíceras (presas) para inocular a peçonha. Algumas aranhas, como a aranha-armadeira e a aranha-marrom, possuem peçonhas de importância médica.
Ácaros: Algumas espécies de ácaros possuem peçonha, embora geralmente não representem um risco significativo para humanos. Os mais importantes peçonhentos deste grupo seriam os carrapatos. 
Insetos:
Himenópteros (abelhas, vespas e formigas): Muitas espécies possuem ferrões conectados a glândulas de peçonha, utilizados para defesa. Em algumas pessoas, a peçonha pode causar reações alérgicas graves.
Lepidópteros (mariposas e suas larvas): Algumas larvas de mariposas, como as do gênero Lonomia (taturanas), possuem cerdas urticantes que liberam toxinas ao contato com a pele, causando reações que podem ser graves.
Coleópteros (besouros): Algumas espécies de besouros possuem substâncias irritantes ou tóxicas que podem ser liberadas por contato ou mordida.
Quilópodes (lacraias): As lacraias possuem forcípulas (presas modificadas) conectadas a glândulas de peçonha, que utilizam para imobilizar suas presas. A picada pode ser dolorosa para humanos.
Cnidários (águas-vivas e caravelas): Esses animais possuem nematocistos em seus tentáculos, que são estruturas especializadas para injetar toxinas que paralisam ou matam suas presas. O contato com algumas espécies pode ser muito doloroso e perigoso para humanos.
Vertebrados:
Peixes: Peixes-escorpião e o Peixe-Pedra possuem espinhos conectados a fortes glândulas de peçonha.
Bagres: Algumas espécies possuem espinhos peçonhentos nas nadadeiras dorsal e peitorais.
Arraias: Algumas possuem um ferrão peçonhento na cauda.
Répteis:
Serpentes: Uma grande variedade de serpentes é peçonhenta, utilizando presas especializadas para injetar a peçonha. A composição e a potência da peçonha variam muito entre as espécies.
Mamíferos: alguns animais como o ornitorrinco apresentam esporões com fortes toxinas associadas.